# Pycnodictya citripennis
Pycnodictya citripennis är en insektsart som beskrevs av Henri Saussure 1888. Pycnodictya citripennis ingår i släktet Pycnodictya och familjen gräshoppor. Inga underarter finns listade i Catalogue of Life.